# Монђовино Векио (Перуђа)
Монђовино Векио је насеље у Италији у округу Перуђа, региону Умбрија.
Према процени из 2011. у насељу је живело 6 становника. Насеље се налази на надморској висини од 471 м.